# Embracing
Embracing är ett svenskt metal-band från Umeå. Bandets musikstil namngavs till Hero-metal av några av bandets fans.

## Medlemmar
Nuvarande medlemmar
- Mattias Holmgren – sång, trummor, keyboard (1993–2009), sång, sologitarr (2009– )
- Mikael Bauer – basgitarr (2009– )
- Nicklas Holmgren – trummor (2009– )
- Ilmo Venaja – rytmgitarr (2009– )

Tidigare medlemmar
- Mikael Widlöf – basgitarr (?–2003)
- Ola Andersson – basgitarr
- Rickard Magnusson – gitarr
- Ulph Johansson – sologitarr
- Ronnie "Rocker" Björnström – rytmgitarr
- Markus Lindström – gitarr, basgitarr
- Peter Uvén – basgitarr
- André Nylund – gitarr, basgitarr
- Henrik Nygren – sång

## Diskografi
Demo
- Winterburn (1995)
- Inside You (1998)
- Rift (1998)
- The Dragon Reborn (2000)
- Neptune (2005)

Studioalbum
- I Bear the Burden of Time (1996)
- Dreams Left Behind (1997)